# Damarflugsnappare
Damarflugsnappare (Ficedula henrici) är en fågel i familjen flugsnappare inom ordningen tättingar Den förekommer på en enda ö i Indonesien.

## Utseende och läte
Damarflugsnapparen är en liten (12–13 cm) och mörk flugsnapparen. Hanen är övervägande mörkt skifferblå med svartaktigt ansikte och vita ögonbrynsstreck framför ögonen som möts i pannan. Vissa individer har en liten vit fläck på strupen liksom fläckar på bröstet. Både ben och näbb är svarta. Honan är olivbrun ovan med skiffergrå anstrykning. Undersidan är rostbeige, mer färgglatt och otydligt olivgrönt streckat på strupe och bröst. På huvudet syns beigefärgade ringar runt ögonen och ögonbrynsstreck framför. Lätet har inte dokumenterats.

## Utbredning och systematik
Fågeln förekommer enbart på ön Damar, östra Små Sundaöarna i Indonesien. Den behandlas som monotypisk, det vill säga att den inte delas in i några underarter.

## Levnadssätt
Damarflugsnapparen bebor lägre delar av undervegetation i låglänta skogar. Där ses den enstaka eller i par.

## Status
Studier har visat att arten inte är ovanlig, men utbredningsområdet är mycket litet. Habitatförstörelse riskerar också att påverka artens bestånd i framtiden. IUCN kategoriserar därför arten som nära hotad. Beståndet uppskattas till mellan 13 200 och 20 000 vuxna individer.

## Namn
Fågelns vetenskapliga artnamn hedrar Heinrich Kühn (1860-1906), tysk upptäcktsresande och samlare av specimen i Ostindien.